# Yassin Fekir
Yassin Fekir (Lyon, 5 de mayo de 1997) es un futbolista francés que juega como extremo en el Betis Deportivo de la Segunda Federación . Es hermano del también futbolista Nabil Fekir.

## Trayectoria

### Olympique de Lyon
Formado en la cantera del Olympique de Lyon, el 4 de julio de 2017 firmó su primer contrato profesional con el club y debuta con el primer equipo el 19 de diciembre de 2018, entrando como sustituto de Bertrand Traoré en los minutos finales en una victoria por 3-2 frente al Amiens S. C. en la Copa de la Liga de Francia. El 3 de marzo de 2019 juega su primer partido en la Ligue 1, sustituyendo a Moussa Dembelé en los 11 minutos finales del encuentro que acabó en victoria por 5-1 frente al Toulouse F. C.

### Real Betis Balompié
El 23 de julio de 2019 firmó por el Real Betis como parte del acuerdo por el fichaje de su hermano Nabil con el propio Betis. Fue asignado inicialmente al filial en la extinta Segunda División B, pero en el último día de mercado salió cedido al C. D. Guijuelo de la misma categoría.
El 1 de febrero de 2021, tras una temporada disputada con el filial, ascendió al primer equipo y fue inscrito para LaLiga. Sin embargo, el 31 de agosto regresó al filial sin haber debutado con el Betis para disputar la nueva Primera RFEF. El equipo descendió a Segunda RFEF, pero siguió jugando en la misma categoría después de ser cedido a la Real Balompédica Linense.

## Clubes
| Club                              | País    | Año       |
| --------------------------------- | ------- | --------- |
| Olympique de Lyon II              | Francia | 2015-2019 |
| Betis Deportivo                   | España  | 2019-2021 |
| C. D. Guijuelo (cedido)           | España  | 2019-2020 |
| Real Betis Balompié               | España  | 2021      |
| Betis Deportivo                   | España  | 2021-act. |
| Real Balompédica Linense (cedido) | España  | 2022-act. |